# Ernest Guillemer
Ernest Guillemer, né à Senlis le 6 avril 1839, fils d'un père peintre en bâtiment, et décédé à Paris le 6 mars 1891, est un peintre paysagiste français du XIXe siècle rattaché à l'école de Barbizon. Il expose au Salon à partir de 1864,. Lors de sa première exposition au Salon il exposa 2 œuvres : Village de Pourville, près de Dieppe (n°889, actuellement conservé au Musée du château de Flers) et Falaise à mer basse, près de Dieppe (n° 890). Il y exposera quasiment chaque année une à deux œuvres jusqu'en 1890,,,,.

## Biographie
Ernest Guillemer est actif dans les environs de la forêt de Fontainebleau, mais aussi dans la campagne normande près de Dieppe, près du Mans, et le long de la Seine (notamment vers Samois-sur-Seine). Son style pictural est assez typique de l’École de Barbizon que ce soit pour les sujets traités (clairières, sous-bois, mares, paysages animés, chemins et villages ruraux...), la palette de couleurs utilisée ou les effets de lumières obtenus, pouvant faire rappeler celui de Théodore Rousseau. Comme pour la plupart des peintres de cette école, il peint sur le motif ses réalisations ou ses esquisses, qui sont finalisées dans son atelier à Paris, localisé essentiellement 13 rue Duperré,. 

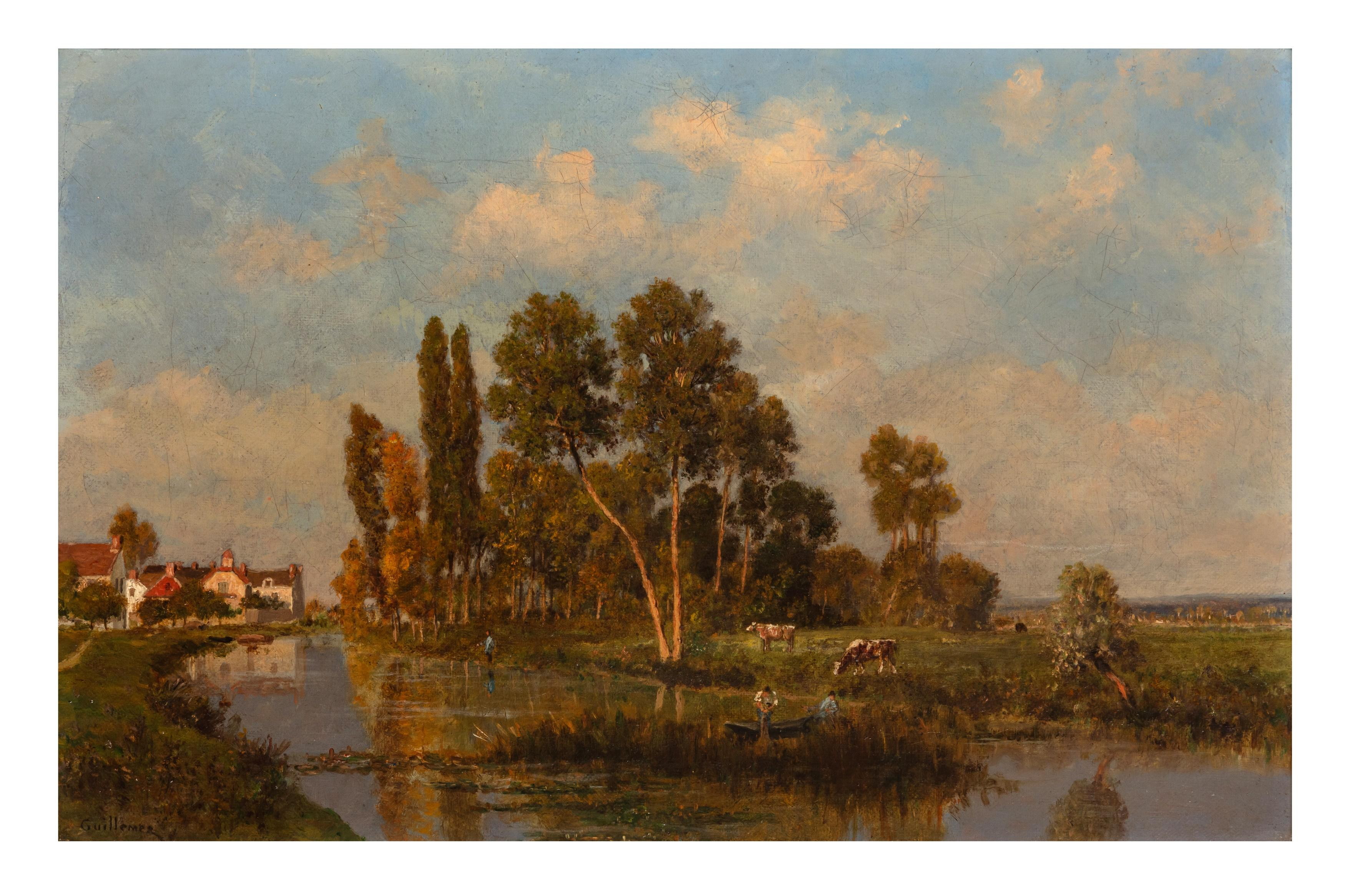
Paysage, huile sur toile de Guillemer.

Sa participation au Salon de 1874, où 2 œuvres sont exposées, la Vallée de Franchard, Fontainebleau (n°876) et Lisière de bois (n°877), est mise en évidence sur le tableau de Camille-Léopold Cabaillot-Lassalle, Le salon de 1874 conservé au musée d'Orsay, et exposé pour la première fois lors de l'exposition du printemps 2024 "Paris 1874, Inventer l'impressionnisme" qui a eu lieu au Musée d'Orsay. Dans ce tableau on peut observer en haut à droite la reproduction du tableau Vallée de Franchard, Fontainebleau (n°876), qui a été exécutée par Ernest Guillemer, entouré d'autres tableaux chacun reproduit par son auteur.
Il a participé durant sa carrière à de nombreuses expositions en région parisienne, et en province,,,,,,, ainsi qu'à une exposition de la Société des Amis des Arts chez Durand-Ruel en 1875 , exposant ses paysages aux côtés de Harpignies et de Daubigny. 

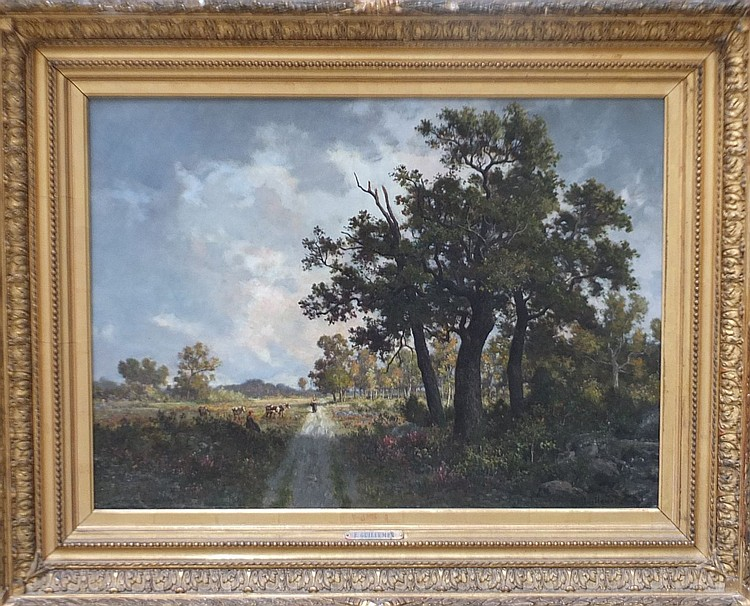
Ernest Guillemer - Chemin ombragé près de Barbizon, huile sur toile

Il existe peu d'information sur sa biographie. On ne retrouve pas de donnée sur sa formation. Il ne semble pas avoir été l'élève d'une grande figure de l’École paysagiste française ou de l’École de Barbizon. Si on se réfère aux lieux représentés sur ses tableaux exposés au Salon, il semble avoir été assez mobile dans les premières années de sa carrière, avec des représentations près de Dieppe ou du Mans, puis s'être concentré dans les alentours de Barbizon, avec plusieurs représentations près de Samois sur ses dernières œuvres exposées.

## Collections publiques
- Musée Eugène Leroy Tourcoing : Une clairière dans la forêt de Fontainebleau[24],[25]
- Musée de Brest : Lisière de Bois
- Musée du château de Flers : Paysage de Pourville[26]

- Collection Ville de Fontainebleau : Paysage au fagot[27]